# TM:103 Hustlerz Ambition
TM:103 Hustlerz Ambition è il sesto album in studio del rapper statunitense Young Jeezy, pubblicato nel 2011.

## Tracce
1. Waiting – 3:29
2. What I Do (Just Like That) – 4:17
3. OJ (featuring Fabolous & Jadakiss) – 4:04
4. Nothing – 4:03
5. Way Too Gone (featuring Future) – 4:48
6. SupaFreak (featuring 2 Chainz) – 4:26
7. All We Do – 5:04
8. Leave You Alone (featuring Ne-Yo) – 5:29
9. Everythang – 3:38
10. Trapped (featuring Jill Scott) – 3:58
11. F.A.M.E. (featuring T.I.) – 4:08
12. I Do (featuring Jay-Z & André 3000) – 5:12
13. Higher Learning (featuring Snoop Dogg, Devin the Dude & Mitchelle'l) – 3:44
14. This One's for You (featuring Trick Daddy) – 5:26

## Classifiche
| Classifica (2011) | Posizione massima |
| ----------------- | ----------------- |
| Stati Uniti       | 3                 |